# Знак пілота ВМФ
Знаки пілота ВМФ — бойові нагородні знаки Імператорських ВМС Німеччини, були засновані імператором Німеччини і королем Пруссії Вільгельмом II. Знаки вручалися льотчикам гідроавіації, які  отримали сертифікат морського пілота. Знаки перестали видавати після 1 жовтня 1919 року.
Існувало 2 варіанти знаків:
- Знак пілота ВМФ за польоти над морем (нім. Marine-Flugzeugführerabzeichen für Seeflugzeuge);
- Знак пілота ВМФ за польоти над сушею (нім. Marine-Flugzeugführerabzeichen für Landflugzeuge).

## Знак пілота ВМФ за польоти над морем
Знак пілота Військово-Морського Флоту за польоти над морем  був заснований 31 травня 1913 імператором Німеччини і королем Пруссії Вільгельмом II . Він вручався льотчикам гідроавіації.
Знак разом з нагородним документом вручався командуванням дивізії морської авіації від імені держсекретаря Імперського морського управління офіцерам, унтер-офіцерів і нижнім чинам, які за підсумками навчання отримали сертифікат морського пілота на одній з баз морської авіації.
Після закінчення Першої світової війни і розформування підрозділів морської авіації Німеччини вручення Знаків було припинено, про що повідомлялося в 231-му параграфі Збірника розпоряджень по ВМС (Marine-Verordnungsblatt) № 32 за 1919 року, опублікованого 1 жовтня 1919 року.

### Статут нагороди
Статут Знака був викладений в параграфі 101 Збірника розпоряджень по ВМС  № 14 за 1913 рік, опублікованого 16 червня 1913 року. В цілому критерії вручення і вилучення знака відповідали статуту прусського і баварського знаків військового пілота, за винятком специфічних умов, що пред'являлися до льотчиків морської авіації.
Військовослужбовець мав право на носіння знака до тих пір, поки його ім'я значилося в реєстрі морських пілотів суднобудівного департаменту Імперського морського управління  і він був придатним до подальшого несення служби. Перевірка професійних якостей морських пілотів покладалася на командира дивізії морської авіації. Пілоти, які отримали знак, але не перебувають у розташуванні дивізії, мали підтверджувати свою кваліфікацію не рідше, ніж двічі на рік в ході чотиритижневих стажувань, які призначалися держсекретарем Імперського морського управління. Пілоти, які не пройшли випробування, виключалися з реєстру, однак в окремих випадках тривалість стажувань могла бути збільшена для збереження військовослужбовця в рядах морської авіації. Після отримання повідомлення про виключення з реєстру пілот був зобов'язаний повернути знак і нагородний документ своєму безпосередньому командиру в найкоротший термін, який передавав їх в штаб дивізії морської авіації. Згодом нагородний документ прямував до секретаріату Імперського морського управління по офіційних каналах.
У виняткових випадках, наприклад, якщо пілот не міг більше виконувати свої обов'язки через отримання поранення або каліцтва, право на носіння знака могло бути йому збережено за особливим розпорядженням держсекретаря Імперського морського управління на підставі відповідного клопотання. Проте, військовослужбовець виключався з реєстру морських пілотів і позбавлявся додаткових «бойових» виплат в розмірі 150 марок на місяць. Варто відзначити, що в мирний час щомісячне грошове забезпечення за небезпечні умови служби становило 75 марок.
Як правило, демобілізовані і перебувають у відпустці власники Знака морського пілота за польоти над морем могли залишатися в реєстрі пілотів лише в тому випадку, якщо вони надавали письмову згоду на проходження курсів перепідготовки до підписання документів про звільнення з військової служби.

### Порядок носіння
Знак морського пілота за польоти над морем носився на лівій нагрудній кишені кітеля або нижче його і кріпився за допомогою припаяних до реверсу вертикальної шпильки з ловлять гаком.

### Опис нагороди
Розмір Знак морського пілота за польоти над морем залежав від виробника і становив 70-73 x 43-47 мм. Вага Знака коливався від 24,2 до 49,6 г в залежності від його конструкції (пустотіла або цельноштампованний).
Офіційно вручені знаки виготовлялися з позолоченої бронзи, в той час як екземпляри, які купляли в приватному порядку, виготовлялися з позолоченого срібла різної проби.
Характерною особливістю Знаків виробництва берлінського придворного ювеліра Хуго Шапера (нім. Hugo Schaper, 1844-1915) був припаяний до зворотному боці хреста на короні невеликий гак для зручності кріплення до кітелю.

### Зовнішній вигляд
Знак морського пілота за польоти над морем виконаний у формі вертикального овалу, обрамленого широким вінком. Ліва частина, що складається з лаврового листя, символізувала перемогу, а права частина з дубового листя - силу і завзятість. У нижній частині обидві гілки були перев'язані стрічкою з бантом, що відображало єдність цих якостей. Зверху Знак вінчала імператорська корона. У центрі знаходиться зображення орла, що летить над островом Гельголанд, а вгорі — сонце з променями, що розходяться.
Залежно від виробника знаки відрізнялися деякими деталями. Так, у деяких з них корона і нижня частина стрічок були прорізними.
Реверс знаків був як гладким, так і з зображенням прямих променів, розходяться з центру. Клейма виробників і проба срібла зображались на реверсі або на голці.

## Знак пілота ВМФ за польоти над сушею
Прусський Знак пілота Військово-Морського Флоту за польоти над сушею  був заснований 23 лютого 1915 року  імператором Німеччини і королем Пруссії Вільгельмом II. Знак призначався для льотчиків берегової авіації ВМФ. 
Статут, порядок нагородження та носіння аналогічний Знаку пілота Військово-Морського Флоту за польоти над морем.

### Зовнішній вигляд
Аверс. Знак морського пілота за польоти над сушею виконаний у формі вертикального овалу, обрамленого широким вінком. Ліва частина, що складається з лаврового листя, символізувала перемогу, а права частина з дубового листя - силу і завзятість. У нижній частині обидві гілки були перев'язані стрічкою з бантом, що відображало єдність цих якостей. Зверху Знак вінчала імператорська корона. У центрі знаходиться зображення орла, що летить над прибережною фортецею, а вгорі - сонце з променями, що розходяться.
Залежно від виробника Знаки відрізнялися деякими деталями. Так, у частині з них корона і нижня частина стрічок були прорізними, відомі також незначні відмінності в дизайні фортеці.
Залежно від виробника Знаки відрізнялися деякими деталями. Так, у частині з них корона і нижня частина стрічок були прорізними, відомі також незначні відмінності в дизайні фортеці.
Реверс Знаків був як гладким, так і з зображенням розходяться з центру прямих променів. Клейма виробників і проба срібла перебували на реверсі або на голці.

## Мініатюрні копії знаків
Випускалися знаки обох видів популярного на початку ХХ століття зменшеного розміру,  розміром 41-46 х 30-38 мм і масою від 12,3 до 17,46 грам. Корона у цих Знаків була цілісною.
Виготовлялися мініатюри на шпильці і фрачні мініатюри. Розмір проводилися мініатюр 21 х 13 мм, вага - 2,5 грам.

## Кількість нагороджень
Всього було вручено близько 700 Знаків пілота Військово-Морського Флоту за польоти над морем і менш 250 Знаків пілота Військово-Морського Флоту за польоти над сушею.

### Відомі нагороджені
- Фрідріх Хрістіансен
- Гюнтер Плюшов